# آشوت آماتونی
آشوت هابتی آماتونی (ارمنی: Աշոտ Հաբեթի Ամատունի؛ زادهٔ ۲۳ دسامبر ۱۹۲۳ - درگذشته ۹ اکتبر ۲۰۱۸) یک فرد نظامی و سیاستمدار اهل ارمنستان که از تاریخ تا تاریخ سمت نمایندگی دوره‌های دوم و  سوم شورای عالی جمهوری شوروی سوسیالیستی ارمنستان را برعهده داشت.

## زندگی‌نامه
در ۲۳ دسامبر ۱۹۲۳ در آلکساندراپول به دنیا آمد و از آکادمی نظامی نیروهای جنگ‌افزار زرهی (۱۹۵۱) و دانشگاه دولتی شیراک فارغ‌التحصیل شد. وی همچنین برنده قهرمان اتحاد شوروی (۱۹۴۵)، نشان لنین (۱۹۴۵)، مدال دفاع برلین ()، مدال دفاع از استالینگراد ()، مدال دفاع از کی‌یف ()، مدال آزادسازی ورشو ()، مدال به خاطر پیروزی مقابل آلمان در جنگ بزرگ میهنی ()، نشان پرچم سرخ (۱۹۴۵)، مدال دفاع از مسکو ()، نشان شایستگی نبرد ()، قهرمان اتحاد شوروی ()، نشان ستاره سرخ (۱۹۴۴ و ۱۹۵۶)، نشان جنگ میهنی درجه یک (۱۹۸۵) و درجه دو مدال دفاع از استالینگراد مدال طلای ستاره (۱۹۴۵) شده است. وی در ۹ اکتبر ۲۰۱۸ در سن ۹۴ سالگی در سیمفروپول درگذشت و در آرامستان ارامنه سیمفروپول به خاک سپرده شد.

## یادداشت
1. ↑  կրտսեր լեյտենանտ
2. ↑  Զրահատանկային զորքերի ռազմական ակադեմիա